# HIPPY
HIPPY („Home Instruction for Parents of Pre-school Youngsters“)  ist ein in Israel entwickeltes kindergartenergänzendes Hausbesuchsprogramm der Frühen Bildung für Familien mit Kindern im Vorschulalter. Ziel ist die Stärkung der Eltern-Kind-Beziehung, die kognitive, sprachliche und emotionale Förderung der Kindern durch die Eltern und die Vorbereitung auf den Schulbesuch.

## Inhalt des Programms
Die Verbesserung der Bildungschancen der teilnehmenden Kinder wird durch die Förderung gezielter Lern- und Spielaktivitäten durch die Eltern erreicht. Die teilnehmenden Familien beschäftigen sich in Begleitung eines geschulten Hausbesuchers mit Bildern, Texten und Aufgaben der zum Programm gehörigen Bücher. Jedes Buch enthält Übungen, die anschließend zu weiteren gemeinsamen Aktivitäten genutzt werden können. Das Programm findet abwechselnd bei den Familien zu Hause und in Gruppentreffen statt. Vorhandene Kompetenzen der Eltern werden genutzt und erweitert. Sie werden für die altersgemäßen Bedürfnisse ihrer Kinder sensibilisiert und ihre Eigenverantwortung wird gestärkt. Dadurch können sie Fortschritte in der Entwicklung ihrer Kinder besser erkennen, wodurch die Eltern-Kind-Beziehung gestärkt wird.
In Österreich und anderen europäischen Ländern zählen Familien mit Migrationshintergrund zur Hauptzielgruppe des HIPPY-Programms. Durch regelmäßige Hausbesuche von Frauen aus dem gleichen Kulturkreis, die das Programm mit den Eltern im Rollenspiel einüben, soll die Hemmschwelle zur Teilnahme gesenkt werden. Die Hausbesuche ermöglichen ein individuelles und unterstützendes Eingehen auf die Bedürfnisse der Familien. Die Eltern profitieren auch davon, dass sie näher an die jeweilige Landessprache herangeführt werden.
Die IMPULS Deutschland Stiftung e.V. ist der bundesweite Lizenzgeber für HIPPY in Deutschland und zuständig für die Weiterentwicklung und Qualitätssicherung des Programms. In Österreich wird diese Funktion vom Verein beratungsgruppe.at übernommen.